# Kiesberg (Deisenhausen)
Kiesberg ist eine Einöde der Gemeinde Deisenhausen im schwäbischen Landkreis Günzburg in Bayern.

## Beschreibung
Der Ort liegt etwa eineinhalb Kilometer von dessen Dorfmitte an der Staatsstraße 2019 von Deisenhausen nach Roggenburg–Ingstetten im Westen sowie an der Gemeindegrenze zu Breitenthal. Er ist am Rande der rißzeitlichen Schotterterrasse westlich des Günztals erbaut, die hier zur an der Flusstalebene endenden Senke des Schildbachs abfällt, und umfasst drei Gebäude, davon vermutlich nur ein Wohnhaus; auf einer historischen Karte aus dem 19. Jahrhundert ist er noch nicht vorzufinden. Reihum liegen Felder.